# Ari Koponen
Ari Koponen (ur. 20 lipca 1959 w Lahti, zm. 28 kwietnia 2018) – fiński żużlowiec, występujący również na długim torze.

## Życiorys
Ośmiokrotny medalista indywidualnych mistrzostw Finlandii: trzykrotnie złoty (1983, 1985, 1987) oraz pięciokrotnie srebrny (1980, 1982, 1984, 1986, 1988).
Dwukrotny finalista indywidualnych mistrzostw świata juniorów (Leningrad 1979 – brązowy medal, Pocking 1980 – V miejsce). Finalista indywidualnego Pucharu Mistrzów (Krško 1988 – XI miejsce). Finalista indywidualnych mistrzostw świata na długim torze (Scheeßel 1988 – jako rezerwowy). 
Wielokrotny reprezentant Finlandii w zawodach z cyklu indywidualnych mistrzostw świata (najlepszy wynik: Norrköping 1984 – VIII miejsce w finale skandynawskim), mistrzostw świata par (najlepszy wynik: Liverpool 1982 – V miejsce w finale światowym) oraz drużynowych mistrzostw świata. 
W lidze brytyjskiej reprezentant klubów Birmingham Brummies (1978–1982), Wimbledon Dons (1983) oraz Swindon Robins (1984–1985).